# Благоје Нешковић
Благоје Нешковић (Крагујевац, 11. фебруар 1907 — Београд, 11. новембар 1984) био је лекар, учесник Шпанског грађанског рата и Народноослободилачке борбе, друштвено-политички и научни радник ФНР Југославије и НР Србије.
Школовање је започео у Крагујевцу, а наставио у Београду, где је потом студирао на Медицинском факултету, који је завршио 1933. године. Током студија припадао је револуционарном студентском покрету. Члан Савеза комунистичке омладине (СКОЈ) постао је 1926, а члан Комунистичке партије (КПЈ) 1935. године.
Године 1937, заједно са првом супругом Надом Димитријевић, отишао је у Шпанију, где је учествовао у грађанском рату. Најпре је радио у војној болници у Албасети, а потом је распоређен за лекара у батаљону „Ђуро Ђаковић“ 129. интернационалне бригаде. Након слома Шпанске републике, заједно са другим добровољцима налазио се у логору Сен Сипријен у Француској.
Након повратка у Југославију, био је ухапшен и спроведен у концентрациони логор у Билећи, где је боравио до његовог распуштања, крајем 1940. када се вратио у Београд. Тада је укључен у Покрајински комитет КПЈ за Србију. После окупације Југославије, јула 1941. од руководства КПЈ послат је у Загреб где је водио истрагу о сукобу између ЦК КП Хрватске и делегата Коминтерне Јосипа Копинича. Након Титовог и Ранковићевог одласка на слободну територију, септембра 1941. постављен је за секретара ПК КПЈ за Србију.
Све до септембра 1943, под илегалним именом Михајло, боравио је у окупираном Београду, одакле је руководио Покрајинским комитетом и Народноослободилачком борбом у Србији. Одржавао је везе са партијским организацијама и покрајинским комитетима у Војводини и Косову и Метохији. Такође, држао је на вези људе из Специјалне полиције, преко којих је добијао поверљиве информације. Након преласка у јужну Србију, у околину Лесковца, формирао је Прву јужноморавску бригаду са којом је крајем године прешао у Шумадију, а потом у Босну, где се повезао са јединицама НОВ и ПОЈ.
Преко Берана авионом се пребацио на Вис, где је било седиште Врховног штаба НОВ и ПОЈ и Политбироа ЦК КПЈ. Са Виса се авионом пребацио у околину Ваљева, где се прикључио Штабу Прве армијске групације НОВЈ, под командом Пека Дапчевића, са којим је ушао у ослобођени Београд, октобра 1944. године. У току рата је биран за већника АВНОЈ-а, а новембра 1944. изабран је за члана Председништва АСНОС-а.
Након ослобођења био је један је од организатора Јединственог народноослободилачког фронта Србије и секретар његовог Извршног одбора. На Оснивачком конгресу Комунистичке партије Србије, маја 1945. изабран је за секретара Централног комитета, а ову функцију обављао до јануара 1949. године. На Петом конгресу КПЈ, јула 1948, изабран је за члана Политбироа ЦК КПЈ. У периоду од априла 1945. до септембра 1948. налазио се на функцији председника Владе Народне Републике Србије.
Августа 1948. постављен је на функцију потпредседника Владе ФНР Југославије и председника Савезне контролне комисије, која је укинута јануара 1951. године. Због политичког сукоба са Јосипом Брозом Титом, новембра 1952. је разрешен дужности, а потом искључен из Савеза комуниста Југославије (СКЈ). Након повлачења из политичког живота вратио се медицини и посветио се научном раду. Био је научни саветник и од 1956. управник Лабораторије за експерименталну онкологију Медицинског факултета у Београду. Године 1983. објавио је књигу Молекуларна биологија тумора, за коју је награђен Октобарском наградом града Београда. Био је у браку са научницом Браниславом Браном Перовић.
Носилац је Партизанске споменице 1941. и Ордена народног ослобођења.

## Биографија
Рођен је 11. фебруара 1907. године у Крагујевцу. Његови родитељи Аћим (1873—1951) и Госпава Нешковић (1872—1947), рођена Илић, имали су поред Благоја још тројицу синова — Војислава (1898—1984), Боривоја (1910—1998) и Чедомира (1911—1990), као и ћерку Десанку (1913—1984). Отац Аћим рођен је у селу Јовановцу, код Крагујевца, а његови преци су још пре Првог српског устанка, под притиском Турака, из Старог Влаха прешли у Шумадију у село Ракинац. Радио је као ложач на железници, а учествовао је у Првом светском рату и био носилац Албанске споменице. Породица је живела у Крагујевцу, где је Благоје завршио основну школу и шест разреда гимназије. Након пресељења породице у Београд, ту је завршио остале разреде гимназије и након матуре 1926. уписао Медицински факултет, који је завршио 1933. године.

### Почетак партијског рада
Како је потицао из радничке породице веома рано се определио за раднички покрети и идеју социјалне правде. Посебан утицај на њега имао је ујак Алекса Илић, који је био столар и комуниста, предратни члан Социјалдемократске партије, а потом Комунистичке партије и њен одборник у Београдској општини 1920. године. Још као ученик виших разреда гимназије учествовао је у радничким демонстрацијама и манифестацијама, а након уписа на факултет постао је члан Клуба студената марксиста, а исте године и члан илегалног Савеза комунистичке омладине Југославије (СКОЈ). Активно је учествовао у револуционарном студентском покрету на Универзитету у Београду, као и честим тучама које су вођене између студената-комуниста и студената-националиста, који су припадали профашистичкој организацији ОРЈУНА. Његову омладинску револуционарну активност прекинуло је увођење Шестојануарске диктатуре 1929, али није прекидао везе са партијском организацијом. У чланство Комунистичке партије Југославије (КПЈ) примљен је 1935. године.
Након дипломирања, Нешковић је од јануара до септембра 1934. у Главној војној болници у Београду одслужио лекарску приправничку праксу. Од 1935. радио је као асистент Медицинског факултета у Судско−медицинском институту у Београду, а 1936. је био на специјализацији интерне медицине на Интерној клиници грудног одељења у Београду. Током студирања, као и пар година потом, Нешковић је био у партијској организацији, чији је секретар био Драгослав Сандић. Након сукоба са Сандићем, повезао се са Трајком Стаменковићем и заједно са њим током 1935. радио у илегалној штампарији Покрајинског комитета КПЈ за Србију, где је био задужен за стварање пунктова, где би се вршио пријем илегалне поште и материјала, као и слању курира у унутрашњост. Овај посао обављао је све до Стаменковићевог хапшења новембра исте године. Године 1936. Радован Вуковић га је увео у Месни комитет КПЈ за Београд. Недуго потом Вуковић га је послао у Бор са задатком да ради на стварању партијске организације. Тамо се привремено запослио и одржавао везу са партијском ћелијом у Зајечару, која је била веома слаба. У међувремену је дошло до полицијске провале у београдску партијску организацију, па је због хапшења руководства коме је био одговарао за свој рад напустио Бор и вратио се у Београд.

### У Шпанском грађанском рату
Крајем 1936. у Шпанији избио је грађански рат између републиканаца и националиста предвођених генералом Франком. Како су националисти имали подршку фашистичких земаља Немачке и Италије, републиканци су се ослањали на помоћ Совјетског Савеза, као и добровољаца који су долазили из читавог света. Многи антифашисти и левичари одлазили су у Шпанију како би се борили против фашизма, услед чега су стваране посебне јединице Интернационалне бригаде. Коминтерна је позвала све демократске и левичарске снаге да се укључе у борбу против фашизма, након чега је Комунистичка партија Југославије упутила позив југословенским народима да се одазову овом позиву. Пратећи ситуацију у Шпанији, као и илустроване публикације о Интернационалним бригадама, које су растуране преко партијских организација КПЈ, Благоје је одлучио да оде у Шпанију. Преко Милована Ђиласа добио је контакт Лабуда Кусовца у Паризу, који је у име Централног комитета КПЈ био задужен за слање добровољаца у Шпанију. Како су европске земље, укључујући и Краљевину Југославију, под притиском Немачке и Италије, браниле својим држављанима да одлазе и учествују у грађанском рату у Шпанији, одлазак добровољаца се одвијао илегално.
Јула 1937. Благоје је отишао у Париз, где је успоставио везу са Кусовцем, који је организовао њихово илегално пребацивање преко француско-шпанске границе. Желећи да учествује у борбама, по доласку у Шпанију није рекао да је лекар, већ је заједно са осталим добровољцима био упућен на општу војну обуку. Након месец дана обуке, након што се сазнало да је по занимању лекар био је премештен на рад у Централну касарну интербригадиста у Албасети, где је био шеф амбуланте и заједно са још 3-4 болничара радио на указивању прве помоћи и постављању дијагноза. Крајем године у Шпанију је дошла и његова супруга Нада Димитријевић, такође лекарка, која је најпре била распоређена у болници у Албасети, у којој је радила као лекар све до повлачења Интернационалних бригада из Мадридске зоне у Каталонију, крајем марта и почетком априла 1938. године. Потом је у Каталонији радила у болницама Интернационалних бригада у Вику и Сарагоу.
Јануара 1938. био је постављен за председника Централне медицинске комисије која је давала стручну оцену здравственог стања добровољаца и њихове способности за војну службу. Била је ово веома одговорна функција и заједно са једним политичким комесаром базе доносио је све одлуке. Након три месеца проведена на овом послу, на личини захтев, али и захтев бораца из југословенског батаљона „Ђуро Ђаковић”, био је постављен за лекара у овом батаљону, који се налазио у саставу 129. интернационалне бригаде. Од марта до октобра 1938. бригада је учествовала у биткама на арагонско−левантском фронту. Налазила се се у централној зони фронта и повлачила се према Валенсији, где је остала све до одлуке о повлачењу Интернационалних бригада са фронта.
Поред обавеза у санитету, Нешковић је био и политички секретар у батаљону „Ђуро Ђаковић”, док су командант и политички комесар били Иво Владић и Марко Орешковић. У току борби код Теруела, маја 1938. био је рањен, након чега је пребачен у болницу Интернационалних бригада у Денију. После оздрављења био је постављен за управника ове болнице и на тој функцији се налазио све до евакуације болнице из Денија у Барселону. Октобра 1938. републиканска влада је у договору са Друштвом народа донела одлуку о повлачењу интернационалних добровољаца, у нади да ће се са шпанског ратишта повући и италијански и немачки војни апарат, који је ратовао на страни националиста. Након распуштања Интернационалних бригада, добровољци су почели да се враћају кућама, али се тада један део добровољаца (добровољци из Немачке, Португалије, Италије, Мађарске, Пољске и др) нашао у проблему, пошто се није могао вратити у своје земље. Међу њима су се нашли и добровољци из Југославије, пошто је Влада Краљевине Југославије још почетком 1937. лицима која су отишла као добровољци у Шпанију одузела држављанство.

### Боравак у логору у Француској
Како би организовала прихват добровољаца, који су након победе Франкових снага морале да напусте Шпанију, Француска је неколико сабирних логора. Благоје Нешковић је тада са групом добровољаца упућен у логор Сен Сипријен, у близини истоименог села, на обали Средоземног мора. У логорима се тада налазило између седам и осам хиљада добровољаца, међу којима и 550 добровољаца из Југославије. Добровољци су се у логорима организовали и изабрали сопствено руководство. За командира свих интербригадиста у логору Сен Сипријен био је изабран Љубо Илић, док је командир југословенске групе добровољаца био Коста Нађ. Унутар логора организован је политички и културни рад, током кога су читане и проучаване теоријске расправе о савремене теме из лењинизма и марксизма. Августа 1939. након склапања споразума Цветковић—Мачек, јавила се нада да ће нова Влада одобрити повратак шпанских добровољаца у земљу, али се од тога одустало и уместо колективног повратка, одлучено је да се одобрава појединачни повратак добровољаца који претходно потпишу изјаву о кајању због учешћа у рату.
Половином априла 1939. заједно са другим добровољцима био је пребачен у логор Гирс. Током боравка у логору Сен Сипријен, посетио га је брат Чеда. Он је у Паризу успео да од француских власти добије дозволу да обиђе логоре и дозволу за пуштање из логора Благоја Нешковића и његове супруге Наде Димитријевић. Упркос лошим условима Благоје и Нада су одбили да се врате у земљу уз образложење да су као лекари потребни у логору. У Гирсу је постојала главна логорска амбуланта и Благоје је радио у њој. Најпре је био помоћник др Минкова, а након његовог одласка, радио је као шеф санитета. Заједно са лекарима Гојком Николишем и Ђуром Мештровићем дао је велики допринос очувању здравља југословенских добровољаца, а захваљујући њиховој бризи нико од њих није преминуо током боравка у логору. Непосредно пре капитулације Француске, јуна 1940. сви добровољци из Гирса су подељени у две групе и послати у логоре Верне и Аржелес. Нешковић је био у групи добровољаца који су упућени у логор Верне, који је био озлоглашен због лоших услова. Овде га је затекла немачка окупација.
Након окупације Француске, у страху од немачких репресија над добровољцима, који су се борили против фашизма, Комунистичка партија је почела да ради на организовању пребацивања добровољаца у Југославију. Октобра 1940. у Марсељу је организован партијски центар, којим је руководио Лазар Латиновић, у сарадњи са генералним конзулом Југославије Герасимовићем. Задатак овог центра био је да буде прихватилиште за све који су бежали из логора или са пасошем одлазили у Југославију. Међу добровољцима који су упели да се врате у земљу, били су Благоје Нешковић и његова супруга Нада Димитријевић. Заједно са групом добровољаца, почетком септембра 1940. добио је од конзулата у Марсељу дозволу за повратак у Југославију.

### Од повратка у Југославију до почетка рата
Средином септембра 1940, заједно са групом добровољаца у којој су били Гојко Николиш, Ђура Мештеровић, Љуба Живковић, Жикица Јовановић, Драгослав Јовановић, Брана Миленковић и Нада Димитријевић, Нешковић се у Марсељу укрцао на трговачки пароброд којим је дошао до Сплита. Овде су их сачекали полицијски агенти који су им одузели исправе, а потом спровели у полицијски затвор у Загребу где су држани петнаест дана без саслушавања. Одлуком Политичког одсека Редарственог равнатељства у Загребу од 5. октобра 1940. у логор за политичке затворенике у Билећи упућени су Драгослав Јовановић, Љубомир Живковић, Бранислав Миленковић и Благоје Нешковић. Полиција је тада трагала и за Нешковићевом супругом Надом Димитријевић, али је она успела да умакне и пређе у Београд, где је живела илегално. У време доласка ове групе у логор, који је под притиском јавности био у фази расформирања, налазила су се свега два затвореника. Режим у логору је тада био веома благ и није било малтретирања затвореника. Крајем новембра 1940. када је логор у Билећи коначно расформиран, полицијски је био протеран у место рођења — Крагујевац. Овде се није дуго задржао и вратио се у Београд, где му је живела породица.
У зиму 1940/41. као редовни потпоручник био је спроведен у Чачак, где је према ратном плану био формиран пук у који распоређен. Овде се сусрео са супругом Надом Димитријевић која се повезала са руководиоцем тамошње партијске организације Мошом Томићем, секретаром Окружног комитета КПЈ за Чачак. Крајем јануара 1941. јединица у коју је био распоређен је расформирана, након чега се вратио у Београд. Након две недеље био је формиран нови пук, али се Нешковић, пратећи партијске инструкције, није одазвао војном позиву и остао је илегално у Београду. Тада се повезао са чланом ЦК КПЈ Иваном Милутиновићем са којим је разговарао о проблемима повратка добровољаца који су се налазили у логорима у Француској. Потом је разговарао са организационим секретаром ЦК КПЈ Александром Ранковићем и чланом Покрајинског комитета КПЈ за Србију Момом Марковићем. Недуго потом на предлог Ивана Милутиновића и Александара Ранковића био је кооптиран у Биро Покрајинског комитета КПЈ за Србију. Секретар овог комитета био је Ранковић, а у одсуству га је замењивао Милован Ђилас. Поред њих, чланови Биро Покрајинског комитета били су — Цана Бабовић, Мома Марковић, Вукица Митровић, Василије Буха и Љубинка Милосављевић, као секретар Покрајинског комитета СКОЈ-а.
Половином фебруара 1941, посредством Иве Лоле Рибара, упознао је генералног секретара КПЈ Јосипа Броза Тита, са којим је потом учествовао на покрајинском саветовању КПЈ за Србију, одржаном на Чукарици. На овом саветовању разматрана је политичка ситуација и начин спровођења одлука Пете земаљске конференције, као и припреме за одбрану земље од фашизма. Сви чланови Покрајинског комитета имали су задатак да одржавају везе са Месним и Рејонским комитетима у Београду, као и да одлазе на састанке у партијске ћелије. Нешковић је био задужен за партијске ћелије поштара и других државних чиновника. Такође, чланови Покрајинског комитета су одлазили на састанке са руководствима Окружних комитета широм Србије. Почетком 1941. присуствовао је саветовањима окружних комитета у Чачку и Ужицу. Почетком марта, непосредно пред мартовске догађаје, боравио је у Чачку на саветовању на коме је расправљано о политичким активностима против Владе Цветковић-Мачек и њеној све отворенијој сарадњи са Силама осовине.
Након вести о приступању Краљевине Југославије Тројном пакту, 26. марта у Београду и другим градовима Југославије организоване су демонстрације против Владе Цветковић-Мачек. Нешковић је активно учествовао у овим демонстрацијама, организујући групу демонстраната на Славији, која је носила пароле против фашизма и рата, као и за савез са Совјетским Савезом. Ове демонстрације нису биле масовне, али како је исте ноћи извршен војни пуч од 27. марта и свргнута Влада и Намесништво на челу са кнезом Павлом, у Београду и другим градовима избиле су масовне манифестације подршке пучу. Покрајински комитет није знао ништа о припреми војног пуча, али су се чланови и активисти КПЈ одмах прикључили манифестантима, а неки попут Иве Лоле Рибара, Раде Кончара, Милована Ђиласа, Светозара Вукмановића, Рифата Бурџевића и др, говорили су на импровизованим митинзима. Одмах након војног пуча, генерални секретар КПЈ Јосип Броз Тито дошао је у Београд и 29. марта на Чукарици одржао састанак са члановима Покрајинског комитета КПЈ за Србију на којој је анализирана новонастала ситуација.

### Априлски рат и партијска истрага у Загребу
У бомбардовању Београда 6. априла 1941, којим је започео напад Сила осовине на Краљевину Југославију, погинула је његова прва супруга Нада Димитријевић (1908—1941). Већ наредног дана, Нешковић је отишао у Чачак у јединицу у коју је претходно био распоређен. У Чачку је сазнао да је његова јединица кренула ка Косову па је кренуо у том правцу. Стигао је до Косовске Митровице, али није могао да настави даље јер је саобраћајна веза према Скопљу била прекинута. Након тога се вратио у Чачак, са мишљу да се прикључи некој од јединица које су остале тамо. Како је у међувремену дошло до капитулације Југословенске војске повезао се са партијском организацијом. Око 20. априла вратио се у Београд, где је одмах почео са радом на обнављању Месног комитета КПЈ. Почетком маја 1941. састао се са Иваном Милутиновићем и Сретеном Жујовићем са којима се договорио да се одмах почне са радом на обнављању организација. Све до почетка устанка Нешковић је највише био ангажован на обнављању и јачању партијских организација у Београду, као и око стварања илегалних партијских штампарија.
Убрзо након напада Немачке на Совјетски Савез, 22. јуна 1941. почео је устанак у Југославији. Раније створене ударне групе почеле су са дејством и временом почеле да прерастају у партизанске одреде. У окупираном Београду тада се налазио генерални секретар КПЈ Јосип Броз Тито, као и други чланови Политбироа и Централног комитета КПЈ. Око 20. јула Нешковић се у вили Владислава Рибникара састао са Титом који га је информисао да је од инструктора ЦК КПЈ у Хрватској Владимира Поповића примио вест да је у Централном комитет КП Хрватске настала конфузна ситуација, јер је представник Коминтерне за Балкан Јосип Копинич, покушао да себи подреди ЦК КПХ и одвоји га од ЦК КПЈ, заобилазећи постојеће руководство КП Хрватске. Копинич је такође, успео да оствари утицај на Месни комитет КПХ за Загреб и преко њега организује неуспело бекство логора Керестинец, у коме је страдао велики број партијских руководилаца. Нешковића је тада од Тита добио овлашћење да заједно са Владимиром Поповићем оде у Загреб и среди стање у КП Хрватске.
Са лажном легитимацијом отпутовао је у окупирани Загреб, где се повезао са Поповићем и Едвардом Кардељом, који је накнадно одређен за члана Комисије. Потом је имао састанак са Радом Кончаром са којим је утврдио начин истраге. Најпре је организован састанак Бироа ЦК КП Хрватске на коме је детаљно испитан случај. Након тога, организовао је састанак са члановима Месног комитета за Загреб, који су потврдили оптужбе на рачун делегата Коминтерне. Међу саслушанима били су Раде Кончар, Павле Пап, Владимир Бакарић, Андрија Хебранг, Херта Хас, Лео Матес и Ванда Новосел. Разговор је обављен и са Јосипом Копиничем који је признао своју одговорност у организовању неуспелог бекства. Након завршене истраге, Нешковић се почетком августа 1941. вратио у Београд, где је о свему реферисао Јосипу Брозу Титу.

### Преузимање дужности секретара ПК КПЈ за Србију
Након немачког напада на Совјетски Савез, јуна 1941. образован је нови Секретаријат Покрајинског комитета КПЈ за Србију у који су ушли Александар Ранковић, Спасенија Бабовић и Благоје Нешковић. Том приликом одређени чланови Покрајинског комитета послати су на терен како би партијским организацијама помогли око покретања оружане борбе. Одмах се почело и са акцијама у окупираном Београду. Најпре су исписиване пароле, растурани леци, као и паљена непријатељска штампа, како би се спречила окупаторска пропаганда. У време Нешковићевог повратка из Загреба, августа 1941. почетне акције у Београду прерасле су крупније диверзије и саботаже. Још од напада на СССР, окупатор и квислиншки апарат почели су отворени прогон и хапшење свих лица који су били означени као комунисти, њихови симпатизери и уопште антифашисти. Због честих немачких рација, као и потера Специјалне полиције, чији су се агенти колима возили градом и насумично хапсили људе, које су на улици препознавали као комунисте (углавном оне које су хапсили пре рата), Нешковић је живео илегално. Поучен искуством Александра Ранковића, који је у току јула био ухапшен, а потом ослобођен из руку окупатора, стално је носио пиштољ са собом и био спреман, уколико се нађе у опасности, да пружи отпор. Становао је у стану у Шуматовачкој улици на Чубури, а везу са Ранковићем и Титом обављао је преко специјалних курира.
За потребе Комунистичке партије, Нешковић је одржавао везу са представницима грађанских политичких партија — Драгољубом Јовановићем, Душаном Богдановићем, Небојшом Малетићем, Синишом Станковићем и др. Када је у току лета 1941. дошло до првих контаката између комуниста и представника војночетничких одреда Драже Михаиловића, у Београду су почетком септембра организовани преговори на којима су са партизанске стране, поред Нешковића, учествовали Ђуро Стругар и Војин Николић Студент, а са четничке мајор Велимир Пилетић и још двојица неименованих представника. Током преговора четници су захтевали да партизани обуставе своје акције што њихови представници нису могли да прихвате. Како ово није био услов за даљу сарадњу, преговори су касније настављени на терену, посебно након изласка руководства КПЈ на терен западне Србије, где су се одиграла и два састанка између Драже и Тита. Поред сусрета са представницима четника Драже Михаиловића, Нешковић је заједно са Ђуром Стругаром и Ненадом Парентом, на Букуљи имао сусрет са представницима четника Косте Пећанца, коме је присуствовао и генерал Љубо Новаковић. Током ових разговора исказано је опште неповерење између два покрета, па они касније нису обнављани. Све чешће и крупније саботаже и диверзије, које су изводили београдски илегалци, условиле су чешће репресалије окупаторске и квислиншке полиције оличене у честим блокадама и претресима читавих квартова, током којих су вршена хапшења свих сумњивих лица. Овакво стање постало је све опасније за даљи илегални боравак истакнутих функционер КПЈ у Београду. Како је у међувремену на територији западне Србије формирана слободна територија, под контролом партизана, одлучено је да чланови Политбироа ЦК КПЈ и Главни штаб НОПОЈ напусте Београд и пређу на терен. Непосредно пре њиховог одласка, половином септембра, одржан је састанак Полибироа ЦК КПЈ на коме је одлучено да Благоје Нешковић од Ранковића преузме функцију секретара Покрајинског комитета КПЈ за Србију и да уђе у чланство Централног комитета КПЈ. Такође, на истом састанку су у чланство Покрајинског комитета укључени Милош Матијевић Мрша и Вукица Митровић, а за секретара Месног комитета КПЈ за Београд је именован Ђуро Стругар.

### Организовање илегалне мреже у окупираном Београду
Након одласка чланова руководства КПЈ и дела чланова Покрајинског комитета из Београда, Нешковић је као секретар ПК постао главна личност за организовање илегалног покрета у Београду и одржавање веза са руководством на ослобођеној територији. Живео је илегално користећи се разним лажним легитимацијама. У партијском животу користио се различитим псеудонима од којих је најпознатији Михаило, а његов прави идентитет познавали су само најближи партијски сарадници. Одржавање везе са партијским организацијама у Београду, као и са партијским организацијама и партизанским одредима на терену одвијало се преком специјалних курирских веза. Одржавао је везу са партијским организацијама у централној и јужној Србији, Војводини, на Косову, Македонији и др. Курирски задаци поверавани су најпоузданијим и најспособнијим члановима, а вршиле су их углавном жене, међу којима су биле — Србијанка Букумировић, Милада Рајтер, Брана Перовић, Славка Морић, Даринка Павловић, Зага Маливук и др. Нешковић је такође преузео и бригу о раду илегалних штампарија Покрајинског комитета на Авалском друму и Централног комитета на Бањичком венцу. Штампарију Покрајинског комитета организовао је почетком 1941. Светозар Вукмановић, а њом је руководио шпански добровољац Владета Поповић Пинецки. Након хапшења Пинецког, крајем јуна 1941. дошло је до застоја у раду штампарије, због чега је Нешковић прешао у ову кућу и у њој боравио све до свог одласка из Београда септембра 1943. године. Штампарија Покрајинског комитета радила је до октобра 1941, након чега је примат дат штампарији ЦК КПЈ на Бањичком венцу. Главни задатак илегалних штампарија био је штампање Билтeнa Главног штаба НОПОЈ, а поред њега је од августа 1942. штампан лист Глас, орган Јединственог народноослободилачког фронта Србије. Покретање овог листа договорено је на седници Покрајинског комитета јуна 1942. на иницијативу Благоја Нешковића и Мирка Томића, који су били први уредници листа.
Након престанка рада илегалне штампарије кућа на Авалском друму коришћена је као седиште и база Покрајинског комитета КПЈ за Србију, све до октобра 1943. када га је након хапшења открио Василије Буха. Поред Нешковић, овде су током 1942. и 1943. извесно време боравили Мирко Томић, Драги Стаменковић, Мома Марковић, Василије Буха и Петар Стамболић. Како би успоставио добар систем илегалног рада у Београду, Нешковић је од својих сарадника захтевао поштовање веома строгих правила конспирације — морали су прекинути све породичне и пријатељске везе у Београду, кретање на улици је обављано са највећом пажњом и предострожношћу, једни о другима нису знали скоро ништа, а посебно места становања и др. Овакав систем савршено је функционисао и успевао да остане неоткривен, упркос честим полицијским провалама у београдску партијску организацију и масовним хапшењима. Све до октобра 1943. и велике провале, која је настала након хапшења Вере Милетић и Василија Бухе, нико од његових сарадника није био ухапшен или неки од илегалних партијских станова откривен. Изузетак су биле само Зага Маливук, која је ухапшена након пријаве своје станодавке и Гина Радосављевић, коју је на улици препознао један полицијски доушник. Обе су се у полицији добро држале и ништа нису одале, тако да су остали сарадници неометано наставили са радом. Његова лична курирка била је Брана Перовић, коју је упознао по доласку у кућу на Авалском друму. Она је одржавала везу са неколико курира и добијала пошту за Покрајински комитет. У почетку је сву пошту доносила Зага Маливук, а након њеног хапшења Гина Радосављевић. Касније је контакт одржаван преко Славке Морић, која је одржавала везе са београдском организацијом и Миладе Рајтер, која је одржавала везе са ЦК КПЈ и организацијом у Војводини. Поред куће на Авалском друму Нешковић је повремено користио и друге станове — стан Миладе Рајтер, стан Ђорђа Андрејевића Куна у Улици Милована Миловановића, куће у којој су биле илегалне штампарије на Бањичком венцу и Гарибалдијевој улици, стан породице Благојевић у Крајинској улици и др.
Специјална полиција упорно је трагала за комунистичком илегалном штампаријом, а од ухапшених илегалаца успевала је спорадично да дође до информација о функционисању партијске технике, чиме је озбиљно угрожаван рад илегалне штампарије. Највећа провала у београдску партијску организацију била је Мартовска провала 1942. када су ухапшени Јелена Ћетковић, Марко Јанковић и Петар Ристић, који је полицији одао имена својих сарадника, након чега су уследила масовна хапшења. Како би успео да избегне полицијске потраге, Нешковић је стално мењао и дорађивао начин илегалног рада својих сарадника, а контакт са одређеним људима је одржавао лично. Најважнија личност са којом је имао контакт био је Јанко Јанковић, шеф картотеке Специјалне полиције. Он је након почетка рата, преко свог рођака, успоставио сарадњу са комунистима и давао ми потребне информације. Посебно значајни за њих били су записници са саслушања, након којих су имали увиде како се ко од ухапшених држи пред полицијом и шта је у истрази открио. Такође, преко Јанковића су откривани доушници у партијским редовима, који су радили за полицију. Поред Јанковића, сарадња је била успостављена и са полицијским агентом Цветком Црњаком, који је између осталог имао и задужење да Нешковића прати до Лесковца, приликом његовог одласка на слободну територију. Оба ова веома важна партијска сарадника ухапшена су у јесен 1943. у полицијској провали након хапшења Василија Бухе и Вере Милетић, а стрељани су априла 1944. у Маринковој бари.
Током боравка у Београду, Нешковић је као секретар ПК КПЈ за Србију знатно утицао на рад Месног комитета КПЈ за Београд, као и на избор кадрова. Након прве полицијске провале у београдску партијску организацију, у јесен 1941, током које је страдала група истакнутих партијских руководилаца — Вукица Митровић, Давид Пајић, Милош Матијевић Мрша, Ђуро Стругар, почетком формиран 1942. формиран је нови Месни комитет на челу са Јеленом Ћетковић. Услед издаје, уследила је нова Мартовска провала током које је ухапшен значајан број чланова КПЈ и СКОЈ. У лето 1942. обновљен је рад Месног комитета у који су ушли Јанко Лисјак, Разуменка Зума Петровић и Ђука Динић. Иако су се од чланова Покрајинског комитета, у Београду налазили Василије Буха и Мирко Томић, Нешковић је у својим рукама задржао најважније послове, а пре свега везу са Централним комитетом и Врховним штабом, као и специјалне везе са људима из полиције. Између Томића и Нешковић постојале су одређене несугласице око организовања партијске организације у Београду. Томић је почетком 1943. преузео дужност руководиоца београдске организације, али је убрзо страдао. Убрзо након Томића страдало је још неколико истакнутих београдских руководилаца — Јанко Лисјак, Станислав Сремчевић и Ђура Гајић. После овога ситуација у београдској организација постала је веома тешка. Похапшени су или убијени многи месни руководиоци, а они који су постали превише познати полицији послати су у партизанске одреде. У циљу сређивања тешког стања у Београду у лето 1943. из пожаревачког округа доведена је Вера Милетић која је требало да преузме функцију секретара Месног комитета и да са Василијем Бухом ради на обједињавању партијских група и створи услове за формирање Народноослободилачког одбора Београда, као и нове курирске мреже. Почетком октобра 1943. полиција је успела да ухапси Буху и Веру Милетић, који су у полицији одали Јанка Јанковића, као и друге партијске активисте, чиме је партијска организација у Београду била потпуно разбијена. Како је Нешковић у међувремену отишао на слободну територију он је био један од ретких који су успели да избегну хапшење. Све до хапшења Василија Бухе, Специјална полиција је мислила да је Нешковић стрељан у Крагујевцу током немачке одмазде октобра 1941. године. Тек тада су од Бухе сазнали да се иза илегалног имена Михајло налазио шпански добровољац Благоје Нешковић.

### На слободној територији јужне Србије
Први Нешковићев излазак из окупираног Београда догодио се почетком августа 1943. када је на Букуљи присуствовао партијском и војном саветовању Покрајинског комитета КПЈ за Србију и Главног штаба НОВ и ПО Србије, коме су присуствовали представници пет окружних комитета, као и већина чланова Покрајинског комитета и Главног штаба. На саветовању је донета одлука да стварању партизанских батаљона и бригада, који за разлику од партизанских одреда, неће бити везани за одређени терен, већ стално у покрету и на тај начин у народу вршити агитовање за борбу и мобилизацију. Тада је донета и одлука да Нешковић као секретар ПК напусти Београд и пређе на слободну територију јужне Срије, где је требало да постане центар Народноослободилачке борбе у Србији. Након саветовања и краћег боравка у Шумадији, Нешковић у се вратио у Београд. Тада је са собом повео Веру Милетић, која је требало да преузме дужност секретара Месног комитета КПЈ за Београд. Крајем септембра 1943. дефинитивно је напустио Београд и у пратњи Цветка Црњака отишао у Лесковац у чијој је околини ступио у партизане.
На територији Пусте реке одржао је више састанака и саветовања са Окружним комитетима Лесковца и Топлице, као и Штабом Првог јужноморавског одреда. Убрзо потом почетком октобра 1943. донета је одлука о формирању Прве јужноморавске бригаде, која је одмах ступила у борбу против бугарских, немачких и четничких јединица. Крајем октобра и почетком новембра 1943, заједно са Драгим Стаменковићем, присуствовао је Окружној партијској конференцији, а потом обишао партијске организације у Црној Трави и извршио смотру бораца Другог јужноморавског одреда. Како се број бораца у овом одреду стално повећавао од њега је крајем новембра одлуком Покрајинског комитета формирана Друга јужноморавска бригада. Убрзо потом од Врховног штаба НОВ и ПОЈ добио је поруку да се повеже са Првом шумадијском бригадом и партијским руководиоцима у Шумадији. Како се Прва шумадијска бригада свакодневно суочавала са борбеним дејствима поставило се питање да ли треба да остане у Шумадији или је треба упутити на слободну територију. Врховни штаб је поручио да успостави везу са Другом пролетерском и Петом крајишком дивизијом, па је новембра 1943. донета одлука да се Прва шумадијска и Прва јужноморавска бригада споје и крену ка главнини снага НОВ и ПОЈ. Убрзо потом стигла је и депеша Врховног штаба која је потом емитована преко радија „Слободна Југославија” — Михајило и Алимпије треба одмах с главним снагама да крену у сусрет Вуку.

### Прелазак у Босну, боравак на Вису и повратак у Србију
Нешковић који се налазио у Црној Трави, сматрао је да је одлука да Прва шумадијска и Прва јужноморавска бригада напусте Србију и пређу у Санџак у сусрет јединицама НОВ и ПОЈ погрешна, због чега је касније на Вису изнео свој протест члановима Врховног штаба. Како се Прва шумадијска бригада налазила у тешком положају, она није сачекала долазак Прве јужноморавске бригаде, већ се половином новембра 1943. самостално упутила према Санџаку. Политички комесар Главног штаба НОВ и ПО Србије Мома Марковић оставио је на Руднику поруку за Нешковића да чим стигне крене за њим правцем Рудник—Сувобор—Косјерић—Јелова гора—Тара—Пријепоље. Крајем новембра Нешковић је се Првом јужноморавском бригадом кренуо са Великог Јастрепца према Шумадији. Доласком бригаде на Рудник почетком децембра 1943. од Душана Петровића Шанета, секретара ОК КПЈ за Крагујевац сазнали су да је Прва шумадијска бригада већ кренула за Санџак. Одмах су кренули за њом правцем Равна Река—Маљен—Дивчибаре—Сеча Река—Заглавак—Поникве—Заовине на Тари одакле су се пребацили преко Дрине у Босну, где су се повезали са јединицама Пете крајишке дивизије. Прва шумадијска бригада је нешто раније стигла до Пријепоља и повезала се са јединицама Друге пролетерске дивизије, али је у бици код Пријепоља претрпела знатне губитке.
Након преласка у Босну, Прва јужноморавска бригада је заједно са Петом крајишком дивизијом кренула у правцу Озрена, где је ушла у састав 17. источнобосанске дивизије. У тешким борбама са окупаторским снагама у околини Кладња погинуо је командант бригаде Предраг Марковић Алимпије, а након пробоја бригада је кренула према Коњуху, а у Шековићима је извршено прикупљање преживелих бораца и њихова реорганизација у три батаљона. Након краћег одмора, бригада је прешла у Власеницу, где јој је савезничким авионима дотурана помоћ. Незадовољан стањем, али и сукобом са Момом Марковићем, Нешковић је крајем јануара 1944. самоиницијативно са Првом јужноморавском бригадом кренуо у правцу Фоче, са циљем да пређе у Србију и врати се на терен јужне Србије. Врховни штаб је упозорио Нешковића да је његова одлука неправилна и позвао га да од ње одустане. Убрзо потом у селу Поникаве, код Чајнича 10. фебруара 1944. од преосталих бораца Прве јужноморавске и Прве шумадијске бригаде формирана је Трећа српска ударна бригада. На предлог Нешковића, Врховни штаб је именовао Штаб бригаде у саставу — командант Радивоје Јовановић Брадоња, политички комесара Сава Радоичић Феђа, заменик команданта Никола Љубичић и заменик политичког комесара Ђурко Милојковић.
Замисао о повратку бригада у Србију Нешковића није попуштала. Током боравка у Штабу Друге пролетерске дивизије у Санџаку, са Љубодрагом Ђурићем, Слободаном Пенезићем Крцуном, Љубом Вучковићем и Момом Марковићем разматрао је могућности пробоја јединица НОВ и ПОЈ у Србију. Током ових састанака долазило је до неслагања Марковића и Нешковића по питању правца деловања јединица, као и по питању виђења стања у Србији. Марковић је заступао став да дивизије по продору у Србију треба да крену ка Шумадији, а Нешковић да треба ићи у Топлицу. Марта 1944. Друга и Пета дивизија НОВЈ успеле су да се пробију до Ибра, али су након два месеца тешких борби против немачких, бугарских, Недићевих и четничких снага, биле приморане да се повуку у Црну Гору, где су у око Берана и Андријевице водиле борбе против јаких немачких снага. Током покушаја пробоја у Србију, Нешковић је долазио у сукоб са командантима дивизија и предлагао да они буду под командом Главног штаба НОВ и ПО за Србију, али Врховни штаб то није прихватио. Након доласка у Црну Гору, заједно са другим члановима ПК КПЈ за Србију боравио је у Колашину и преко Врховног штаба и војне базе НОВЈ у Барију, чији је командант био Милентије Поповић, одржавао је повремену радио везу са јужном Србијом. Радовале су га вести о развоју оружане борбе у јужној Србији и формирању нових партизанских дивизија.
Половином јуна 1944. позван је од стране Централног комитета КПЈ, да заједно са Момом Марковићем и Љубинком Милосављевић, дође на Вис. Одмах потом, савезничким авионом се из Берана пребацио у Бари, где је сачекао Мому и Љубинку и са њима савезничким бродом дошао на острво Вис на коме су се тада налазили Централни комитет КПЈ и Врховни штаб НОВ и ПОЈ. По доласку на Вис, крајем јуна 1944, заједно са Момом Марковић је имао састанак са Александром Ранковићем на коме су расправљали о стању партијске организације у Србији, као и о проблемима у претходном периоду. Упркос одређеним критикама на рачун његовог рада, као и предлога за смењивање, Врховни командант НОВ и ПОЈ и генерални секретар КПЈ Јосип Броз Тито позитивно је оценио његов извештај. На седници ЦК КПЈ донете су одлуке о допуњавању Покрајинског комитета за Србију новим члановима и формирању новог Главног штаба за Србију за чији је команданта именован Коча Поповић. Тада је анализиран и план продора јединица НОВ и ПОЈ у Србију, као и њихова будућа офанзивна дејства. Почетком јула 1944. заједно са групом партијских руководилаца из Србије, међу којима су били Коча Поповић, Цана Бабовић, Љубодраг Ђурић, Ратко Софијанић, Милоје Милојевић, Радивоје Јовановић и др, са Виса је прешао у Бари, а одатле су авионима пребачени на терен Пусте Реке у јужној Србији.
Након доласка у Србију, пребацили су се на Радан. Нешковић још неко време остао са члановима Главног штаба на територији Топлице и Јабланице. Заједно са јединицама 21. и 25. српске дивизије, које су водиле борбе са немачким, четничким и албанским снагама, кретао се правцем Гајтан—Медвеђа—Капит—Липовица—Оруглица—Милово. Почетком августа 1944. по наређењу Врховног команданта НОВ и ПОЈ послат је да помогне Оперативној групи дивизија, под командом Пека Дапчевића које су успеле да се из Санџака пробију до Копаоника, али су ту биле заустављене Топличко-јабланичком операцијом. Због офанзиве, Нешковић није успео да се повеже са Дапчевићевим снагама, па је током августа, заједно са Сретеном Жујовићем и Милентијем Поповићем, који су по Титовом налогу дошли у Србију, радио на припремама организовања Антифашистичке скупштине Србије. Половином септембра 1944. у Прокупљу је одржана Конференција Народноослободилачких одбора из зајечарског, нишког, крушевачког и прокупачког округа, којој је присуствовало преко 500 делегата. Ова Конференција имала је карактера манифестације и припреме за избор Антифашистичке скупштине Србије, а завршну реч на Конференцији је одржао Благоје Нешковић. У међувремену јединица НОВ и ПОЈ, под командом Пека Дапчевића, извршиле су нови продор у Србију. Крећући се у сусрет совјетској Црвеној армији, ове јединице су 16. септембра ослободиле Ваљево, где је убрзо потом дошао Нешковић. Савезничким авионом пребацио се из јужне Србије у село Дивци и одмах дошао у Дапчевићев штаб, са којим се кретао ка Београду и учествовао у борбама за ослобођење Београд, октобра 1944. године.

### Формирање АСНОС и КП Србије у ослобођеном Београду
За време борби за ослобођење Београда, Нешковић је радио на окупљању партијских кадрова који ће након ослобођења радити на организовању живота у граду. У полуослобођеном граду 18. октобра формирао је Месни комитет КПЈ за Београд, чији је секретар био Драгослав Мутаповић, а одмах по ослобођењу, 20. октобра 1944. формирана је Команда града на челу са Љубодрагом Ђурићем. Њихови основни задаци били су нормализација живота у граду, организовање снабдевања, смештај рањеника и избеглица и др. Убрзо потом у Београд су стигли чланови Централног комитета и Врховног штаба НОВ и ПОЈ, као и остали чланови Покрајинског комитета КПЈ за Србију. Заједно са Александром Ранковићем, Мијалком Тодоровићем, Пеком Дапчевићем и Љубодрагом Ђурићем, Нешковић је 25. октобра на савском пристаништу дочекао Врховног команданта НОВ и ПОЈ Јосипа Броза Тита приликом његовог доласка у Београд. Главни Нешковићев задатак у овом периоду била је припрема Велике антифашистичке народноослободилачке скупштине Србије на којој је од 9. до 12. новембра 1944. формирана Антифашистичка скупштина народног ослобођења Србије (АСНОС). Током трајања заседања антифашистичке скупштине Србије, у дворани Коларчевог универзитета, Нешковић је имао улогу председавајућег. Последњег дана заседања конституисан је АСНОС за чијег је председника изабран проф. др Синиша Станковић, као и Председништво АСНОС-а чији је члан постао и Нешковић. Формирање АСНОС-а, као врховног органа народне власти, био је важан корак у процесу конституисања Србије као једне од шест федералних јединица Нове Југославије.

### На челу Владе Народне Републике Србије
После ослобођења један је од организатора ЈНОФ-а Србије и секретар његовог Извршног одбора.
На Оснивачком конгресу Комунистичке партије Србије, маја 1945. године изабран је за секретара Централног комитета и ту функцију је обављао до 1948. године.
На Петом конгресу КПЈ, јула 1948. године, изабран је за члана Политбироа Централног комитета КПЈ.
У периоду од 1945. до 1948. године налазио се на функцији председника Владе Народне Републике Србије.

### Потпредседник Владе ФНРЈ и повлачење из политике
Године 1948. постављен је на функцију потпредседника Владе Федеративне Народне Републике Југославије.
Октобра 1952. године Политбиро ЦК КПЈ је именовао комисију (у саставу: Милован Ђилас, Александар Ранковић, Спасенија Цана Бабовић и Душан Петровић Шане) да испита случај Благоја Нешковића, који је оптужен да је имао колебљив став према Совјетском Савезу за време Резолуције Информбироа. Ово је био монтирани политички процес, у чијој позадини је стајало неслагање Благоја Нешковића првенствено са националном политиком коју је водио Јосип Броз. Благоје Нешковић није био погодна особа која би подржала политику националног слабљења Србије на уштрб јачања Југославије. Његова неслагања у националној политици, негодовање због спровођења политике обавезног откупа којим је Србија била претерано оптерећена, недостатак „слепе послушности" према КПЈ и беспоговорног прихватања критике, довели су до разлаза са Јосипом Брозом. Пред Комисијом је ревидирана комплетна политичка активност Благоја Нешковића, од студентских дана до кризе Информбироа, с циљем да му се припише што више погрешака и оправда искључење из КПЈ и политичког живота што се догодило 27. новембра 1952. године, када је искључен је из СК Југославије. Имао је чин резервног генерал-мајора ЈНА.
После „повлачења“ из политичког живота посветио се научном раду. Био је научни саветник и управник Лабораторије за експерименталну онкологију Медицинског факултета у Београду, професор на Медицинском факултету и оснивач Друштва за борбу против рака.
Добрица Ћосић је писао о њему као о: снажној фигури српског комунистичког покрета у рату, човеку јаке догматске свести, велике и прагматичне интелигенције, силне ауторитарне самоуверености. Ћосић наводи: Свакоме је смео да каже шта мисли, па и Титу. Непомирљив као Робеспјер. Мислим да је он међу српским политичарима најупорније давао отпор Титу и узимао слободу да се супроставља његовим политичким ставовима. И не само његовим.
Његова супруга била је Бранислава Перовић-Нешковић (1920—2008), партизанка и физичарка, са којом је имао троје деце.
Преминуо је у Београду, 11. новембра 1984. године.

## Одликовања
Носилац је Партизанске споменице 1941. и других југословенских одликовања. Одлуком Председништва Антифашистичког већа народног ослобођења Југославије (АВНОЈ), а на предлог Врховног команданта НОВ и ПОЈ маршала Јосипа Броза Тита, за заслуге учињене за ослобођење народа, заједно са групом истакнутих личности Народноослободилачког покрета из Србије, међу којима су били — Велимир Јакић, Влада Зечевић, Драгојло Дудић (постхумно), Петар Стамболић, Јован Веселинов и Воја Лековић, 25. септембра 1944. одликован је Орденом народног ослобођења.
Након рата, одлуком Президијума Народне скупштине ФНР Југославије, а на предлог председника Владе ФНРЈ Јосипа Броза Тита, за нарочите заслуге учињене нашим народима у току Народноослободилачке борбе, за учвршћивање братства и јединства међу нашим народима, као и за показану храброст, заједно са групом истакнутих друштвено-политичких радника, међу којима су били Моша Пијаде, Влада Зечевић, Цана Бабовић, Мома Марковић, Иса Јовановић и др, 2. јуна 1947. одликован је Орденом братства и јединства првог реда и Орденом за храброст.

## Напомена
1. ↑  Авалски друм је био незванични назив Шумадијске улице, која се налазила на траси данашњег Булевара ослобођења. Ова улица првобитно се од 1888. до 1896. називала Крагујевачки друм, а потом Шумадијска улица. Године 1946. именована је Булеваром Југословенске армије, односно Булеваром ЈНА и овај назив носила је до 2004. када је добила назив Булевар ослобођења.[13]
2. ↑  Драгиња Гина Радовановић Маринковић (1921—1943) студенткиња филозофије. Након хапшења Заге Маливук преузела је дужност курира ПК КПЈ за Србију и одржавала везу са куририма ОК КПЈ за Ниш. Ухапшена је 31. марта 1942. на улици у Београду када је препознао полицијски доушник Бранко Мишковић Блихер. У Специјалној полицији је страшно мучена, али никог није одала. Потом је упућена у логор на Бањици и стрељана маја 1943. у Јајинцима.[14]
3. ↑  Према Нешковићевим тврдњама на терен је требао да пређе Петар Стамболић, али је он био рањен, због чега је остао на лечењу у Београду. И пре овога Нешковићу је саветовано да пређе на слободну територију. Најпре након формирања Ужичке републике 1941, а потом и касније. Одлазак из Београда је избегавао јер је ту имао добро разрађену обавештајну мрежу преко које је одржавао контакт са партијским организацијама и партизанским одредима.[16]
4. ↑  Михајло — Благоје Нешковић, Алимпије — Предраг Марковић Алимпије и Вук — Мома Марковић